# Ministère des Affaires étrangères (Burkina Faso)
Le ministère des Affaires étrangères, de la Coopération, de l'Intégration africaine et des Burkinabè de l’Extérieur est un département ministériel du gouvernement au Burkina Faso.

## Description

### Siège
Le ministère chargé des affaires étrangères a son siège à Ouagadougou. 

### Attributions
Le ministère est chargé des affaires étrangères et de la coopération. Le ministère a plusieurs fois été scindé en deux notamment un département chargé des affaires étrangères et un autre chargé des burkinabè de l'extérieur.

## Liste des ministres récents
| Image | Nom                        | Gouvernement      | Début du mandat  | Fin du mandat    |
| ----- | -------------------------- | ----------------- | ---------------- | ---------------- |
|       | Alpha Barry                | Thiéba Dabiré     | 12 janvier 2016  | 8 décembre 2021  |
|       | Rosine Sori-Coulibaly      | Zerbo             | 10 décembre 2021 | 24 janvier 2022  |
|       | Olivia Rouamba             | Ouédraogo Tambèla | 11 mars 2022     | 19 décembre 2023 |
|       | Karamoko Jean-Marie Traoré | Tambèla           | 19 décembre 2023 |                  |